# 간바라촌
간바라촌(神原村)은 시마네현 오하라군에 설치되었던 촌이다. 현재의 운난시에 해당한다.

## 역사
- 1889년 4월 1일 - 정촌제 시행에 의해 오하라군 간바라촌이 성립하였다.
- 1934년 5월 1일 - 가모정, 야우치촌과 합병해 새로운 가모정이 성립하여 폐지되었다.

## 참고문헌
- 角川日本地名大辞典 32 島根県
- 『市町村名変遷辞典』東京堂出版、1990年。